# Theuerdank (Schrift)

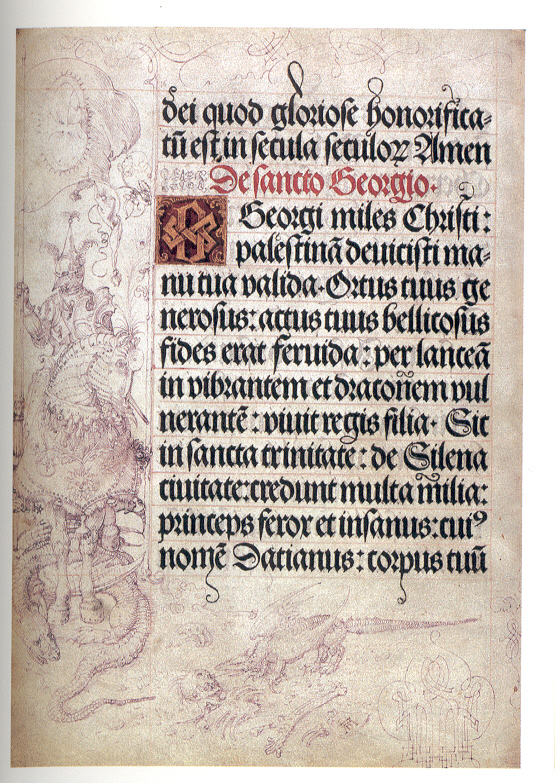
Seite aus dem Gebetbuch, 1514/15

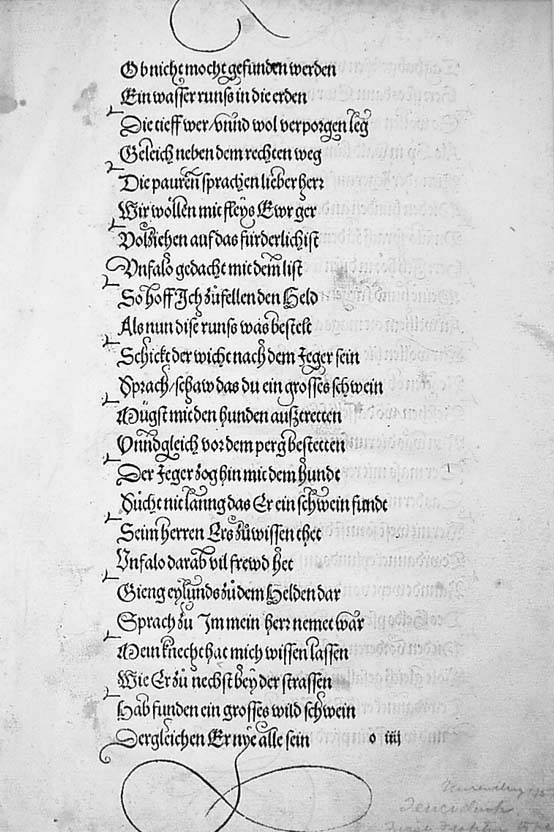
Seite aus dem Theuerdank, 1517, Nürnberg

Die Theuerdank, auch Theuerdank-Fraktur genannt, ist in der Typographie die älteste Form der Frakturschrift. Ihre Entstehung ist eng mit Kaiser Maximilian I. (HRR) sowie Schreibmeistern und Druckern aus Nürnberg und Augsburg verbunden. Ihr ältestes Auftreten im Buchdruck wird auf das Jahr 1512 datiert. Sie wurde erstmals für den Druck der Werke Gebetbuch Maximilians I. und Theuerdank verwendet, woher sie ihren Namen hat.
Da die Schrifttype in der Renaissance entstand, wird sie auch als Renaissance-Fraktur bezeichnet. Sie wurde zum Ausgangspunkt für die weitere Entwicklung der Frakturschrift. Ihr Nachfolger wurde im Barock um 1750 die Breitkopf-Fraktur.

## Entstehung
Nach der Erfindung des Buchdrucks durch Johannes Gutenberg ahmten die Drucker im deutschen Sprachraum zunächst die zuvor handgeschriebene Textura nach. Das berühmteste Beispiel hierfür ist die Gutenberg-Bibel. Bald aber verwendeten sie bevorzugt die Schwabacher Type; in anderen Ländern die Bastarda. Parallel dazu hielt in vielen Ländern und teilweise auch im deutschsprachigen Raum die aus Italien stammende Antiqua Einzug. Während sich zu Beginn des 16. Jahrhunderts die Drucker längst von der Textura abgewandt hatten, gab Kaiser Maximilian I. (HRR) mehrere gestalterisch hochwertige Druckwerke mit eigens für diese angefertigten kunstvollen  Schrifttypen in Auftrag, die eine Weiterführung der Textura darstellten. Ihre Grundlage war die in seiner Kanzlei gebräuchliche Handschrift (Kanzleischrift). Das erste dieser Werke war Maximilians Gebetbuch (1512/1513 gedruckt), das zweite der Theuerdank (1517 gedruckt). Beide sollten den Eindruck einer Handschrift erwecken.
Der Sekretär Maximilians I. Vinzenz Rockner lieferte die handschriftlichen Vorlagen für die Drucklettern sowohl für das Gebetbuch als auch für den Theuerdank. Der Augsburger Buchdrucker Johann Schönsperger d. Ä. war im Jahr 1508 zum geheimen Drucker Maximilians I. geworden. Er schnitt für beide Werke die Lettern nach Rockners Entwurf. Das Gebetbuch druckte er in Augsburg. Für den Erstdruck des Theuerdanks zog er auf Wunsch des Hofes nach Nürnberg um. Die zweite Auflage druckte er wieder in Augsburg. 
Das Gebetbuch hatte nur eine sehr kleine Auflage (10 Exemplare auf Pergament waren geplant, von denen 5 erhalten sind) und war im Satz und Druck noch unvollkommen. Mit dem Theuerdank sowie mit weiteren Druckwerken vor allem aus Nürnberg und Augsburg erlangte die Schrift schließlich weite Bekanntheit und Verbreitung.

## Weitere Entwicklung

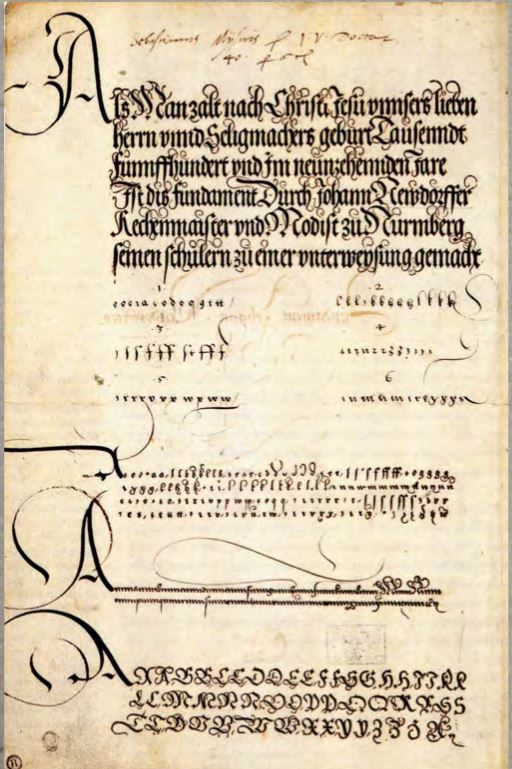
Seite aus dem Schreibmusterbuch von Johann Neudörffer mit seiner Fraktur (oben), 1519

Der Nürnberger Schreibmeister Johann Neudörffer der Ältere gab 1519 ein Schreibmusterbuch heraus, in dem er anhand verschiedener Textbeispiele in das Schreiben von Kurrent- und Frakturschriften einführt. Neudörffers Nachbar war Albrecht Dürer. Dieser bezog ihn in das von Kaiser Maximilian I. beauftragte Werk Ehrenpforte ein: Dürer lieferte zusammen mit weiteren Künstlern die Vorlagen für die Einzelbilder, Neudörffer die Gestaltung der Schrift. Bilder und Schrift setzte der Nürnberger Formschneider Hieronymus Andrae zwischen 1522 und 1527 in Holz um. Die Ehrenpforte zeigt damit zum ersten Mal in Holz geschnittene Fraktur. Neudörffer setzte außerdem auch die Fraktur in einer eigenen Type um, in der Dürer seine theoretischen Werke drucken ließ, was der Schrift zum Durchbruch verhalf.
Die Fraktur setzte sich im 16. Jahrhundert rasch gegen die Schwabacher als meistverwendete Schrift durch. Sie wurde im deutschen Sprachraum so beliebt, dass sich – anders als in Frankreich, Italien, Spanien und England – nicht die Antiqua als die allgemein übliche Schrift etablierte. So kam es zum deutschen Sonderweg, der sogenannten Schriftspaltung: Bis ins 19. Jahrhundert wurden lateinische und anderssprachige Texte oder Textpassagen in der Antiqua gesetzt, deutsche Texte in der Fraktur. Für die Fraktur und andere gebrochene Schriften entstand eine eigene typografische Tradition, der Fraktursatz. Die Fraktur breitete sich in ihrer Blütezeit vom deutschen Sprachraum auch in den skandinavischen Raum aus. Erst mit dem Antiqua-Fraktur-Streit im späten 19. und frühen 20. Jahrhundert setzte sich schließlich auch im deutschen Sprachraum die Antiqua als vorherrschende Schrift durch.

## Merkmale

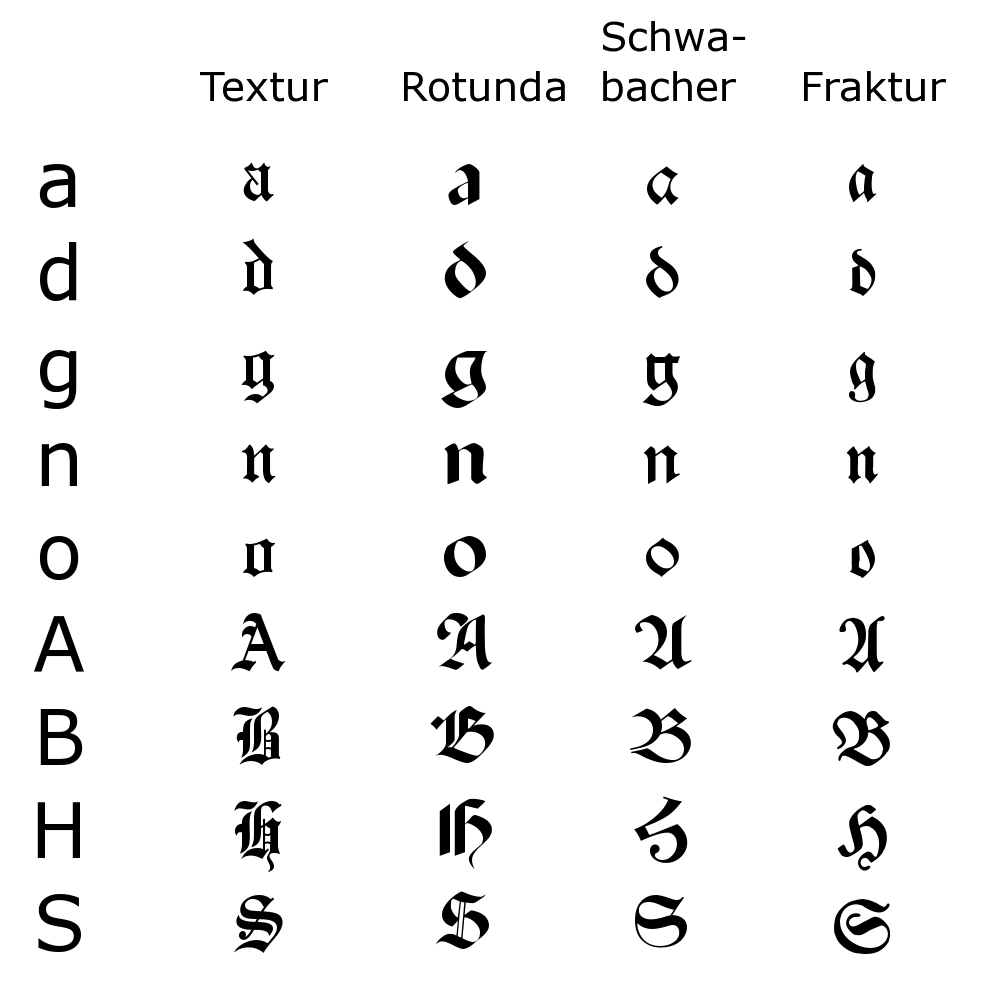
Übersicht über Unterschiede bei gebrochenen Schriften

Die Theuerdank-Fraktur wirkt unter den gebrochenen Schriften weniger derb als die Schwabacher, zugleich aber auch weniger streng als die Textura. Ein typisches Merkmal der Theuerdank und generell der Fraktur ist, dass die Schäfte der Buchstaben teilweise gerade und teilweise gerundet sind. Ein anderes typisches Merkmal sind die S-förmigen, rüsselartigen Schnörkel der breit gelagerten Majuskeln, in der Druckersprache auch Elefantenrüssel genannt, die dem Schriftbild den Ausdruck einer Zierschrift verliehen. Dieser Ausdruck wurde im Theuerdank-Druck noch verstärkt, indem dem Schriftbild mit der Feder angehängte Schreibschnörkel hinzugefügt wurden.

## Typensätze
Die Typensätze des Gebetbuchs und des Theuerdanks enthalten etliche Buchstaben in mehr als einer Glyphenvariante, sowie verschiedene Ligaturen, dazu Satzzeichen und Ziffern.

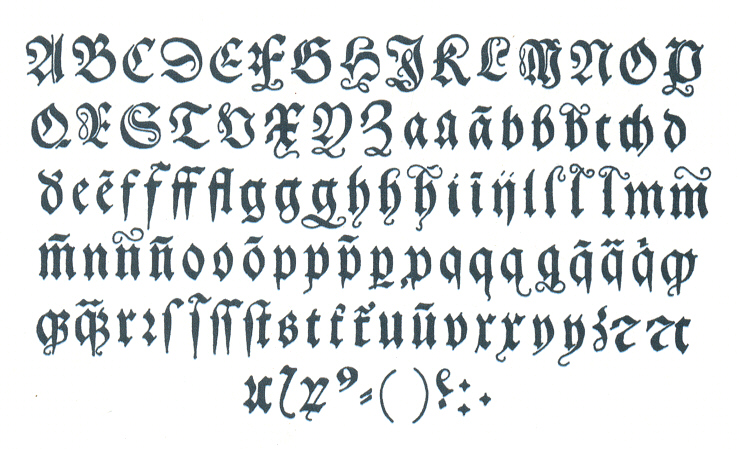
Typensatz des Gebetbuchs (1514)
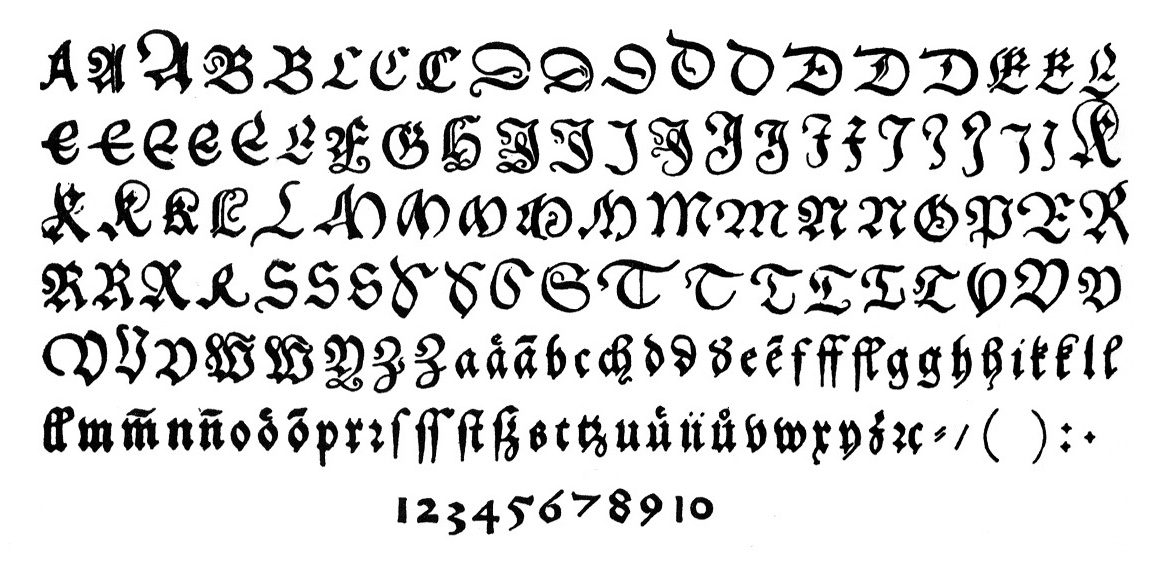
Typensatz des Theuerdanks (1517?)
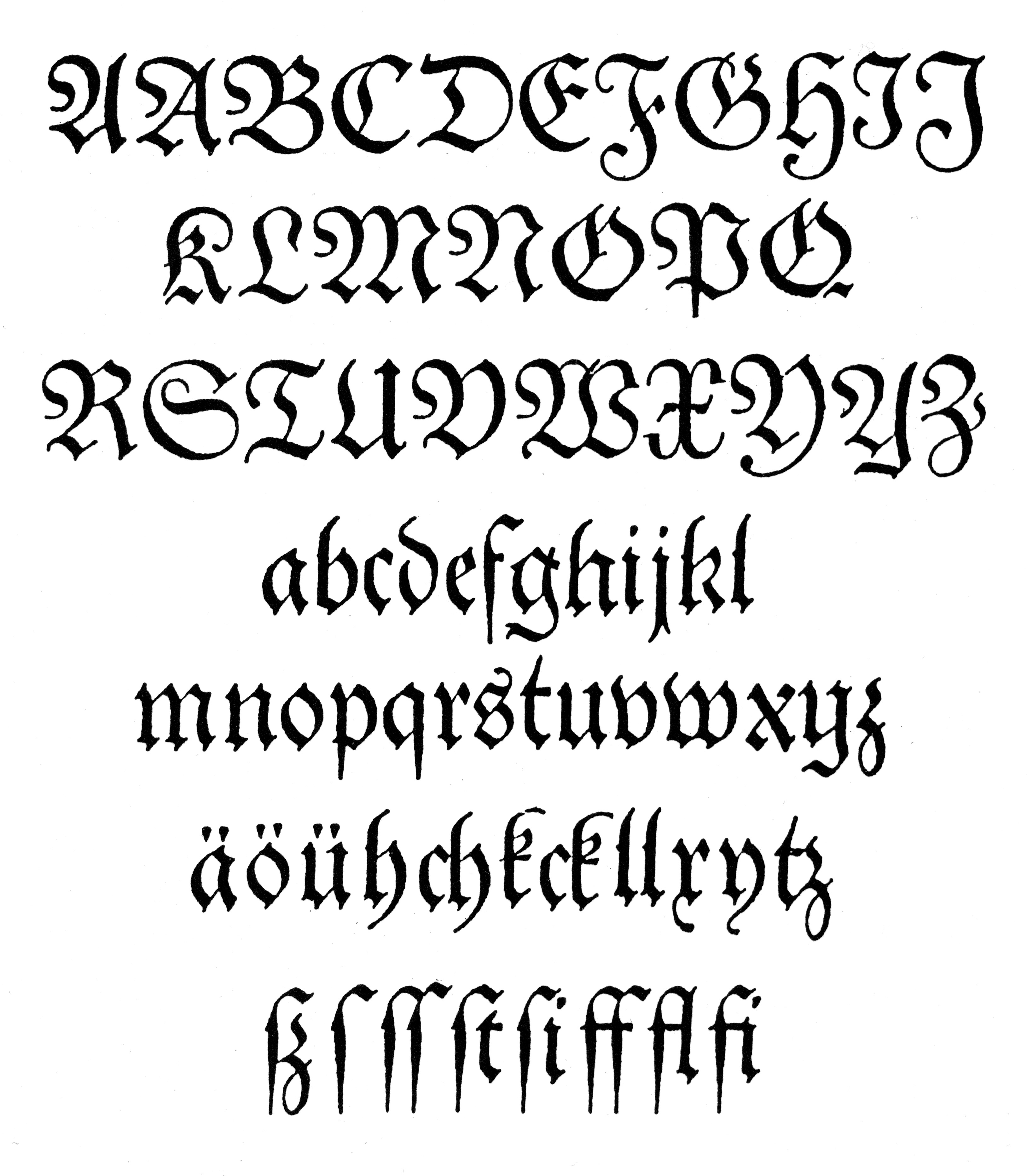
Theuerdank-Fraktur, 1933 von der Monotype Corporation nach dem Original von 1517 geschnitten